# Ołobok (województwo wielkopolskie)
Ołobok – wieś w Polsce położona w województwie wielkopolskim, w powiecie ostrowskim, w gminie Sieroszewice. Leży u zbiegu Gniłej Baryczy, Ołoboku i Prosny, ok. 17 km na wschód od Ostrowa Wlkp.

## Historia i architektura
Wieś wzmiankowana od 1207. Wieś duchowna, własność Klasztoru Cysterek w Ołoboku pod koniec XVI wieku leżała w powiecie kaliskim województwa kaliskiego. Miejscowość przynależała administracyjnie przed rokiem 1887 do powiatu odolanowskiego, w latach 1975-1998 do województwa kaliskiego, a w latach 1887-1975 i od 1999 do powiatu ostrowskiego. Leży na trasie szlaku cysterskiego.
W 1208 Henryk Kietlicz, arcybiskup gnieźnieński poświęcił w tutejszym kościele na biskupa wrocławskiego Wawrzyńca herbu Doliwa.
W 1213 książę wielkopolski Władysław Odonic ufundował w miejscowości klasztor dla cysterek z Trzebnicy.
W tym samym roku miało miejsce poświęcenie pierwszego drewnianego kościoła. Na przełomie XV i XVI wieku wybudowany został obecny, orientowany kościół w stylu późnogotyckim pod wezwaniem świętego Jana Ewangelisty oraz murowany klasztor. Budynki zniszczył w pierwszej połowie XVII wieku pożar. Odbudowa nastąpiła w latach 1695-1696. W latach 1780–1788 przebudowano fasadę zachodnią kościoła i dobudowano wieżę dzwonniczą. W 1837 Konwent Cysterek w Ołoboku zlikwidowały władze pruskie. Większość zabudowań klasztornych została rozebrana w 1882. Kościół był restaurowany w latach 1922-1924. Obecnie kościół w głównym zrębie zachował charakter późnogotycki, zbarokizowany podczas odbudowy pod koniec XVII wieku i podczas przebudowy w XVIII wieku. Opinają go na zewnątrz, częściowo gotyckie, szkarpy. Wewnętrzny wystrój kościoła z bogatą dekoracją snycerską pochodzi z lat 1779-1795 i ma charakter jednolicie rokokowy. Z zabudowań klasztornych zachowało się tylko piętrowe skrzydło przylegające od północy do kościoła oraz skarbczyk i kapitularz. Przed kościołem znajduje się barokowa, kamienna figura świętego Wawrzyńca oraz nowsza kamienna figura świętego Jana Nepomucena.
Na cmentarzu grzebalnym zachował się wystawiony przez cysterki drewniany kościół parafialny, pochodzący z XVI wieku, z późnorenesansowym ołtarzem głównym z około 1600, oraz bocznymi ołtarzami: późnorenesansowym z pierwszej połowy XVII wieku i barokowym z wieku XVIII.
Na rozwój wsi duży wpływ miała jej przynależność do klasztoru cysterek. Pochodzące z Niemiec zakonnice sprowadziły w połowie XIV wieku niemieckich osadników. Prawdopodobnie część z nich pochodziła ze słowiańskich terenów wschodniej części Cesarstwa. Wieś zachowała pochodzący z tamtego okresu układ przestrzenny. Od XVI wieku Ołobok stał się lokalnym ośrodkiem włókiennictwa. Rozwijała się w związku z tym hodowla owiec. Charakterystyczne dla Ołoboku było plecionkarstwo ze słomy. Jego tradycja wywodzi się z wpływów klasztoru, którego zakonnice uczyły ołobockie dziewczęta robót ręcznych. Zakonnicom zawdzięczają także ołoboczanki znane od wieków w okolicy umiejętności haftowania.
Tradycje ludowe kultywowane są we wsi do dzisiaj. Od kilkudziesięciu lat istnieje Regionalny Zespół Pieśni i Tańca "Ołobok". Prezentuje on dawne przyśpiewki i miejscowe tańce. Prezentowane przez zespół ołobockie wesele przypomina barwną obrzędowość południowej Wielkopolski. Niestety zanika, jeżeli już nie zanikła, umiejętność wykonywania misternych słomianych plecionek, z których robiono kapelusze, torby, pantofle, ozdobne pudełka i tacki. W ostatnim czasie prężnie działa orkiestra dęta OSP "Ołobok".
Pozostałością bogatej kultury ludowej jest również, wykonana przez ludowego rzeźbiarza z XIX wieku Pawła Brylińskiego, przydrożna figura Chrystusa Frasobliwego. Kiedyś bogato rzeźbiony, drewniany słup podtrzymujący kapliczkę, zastąpiony został dziś zwykłym pniem drzewa.

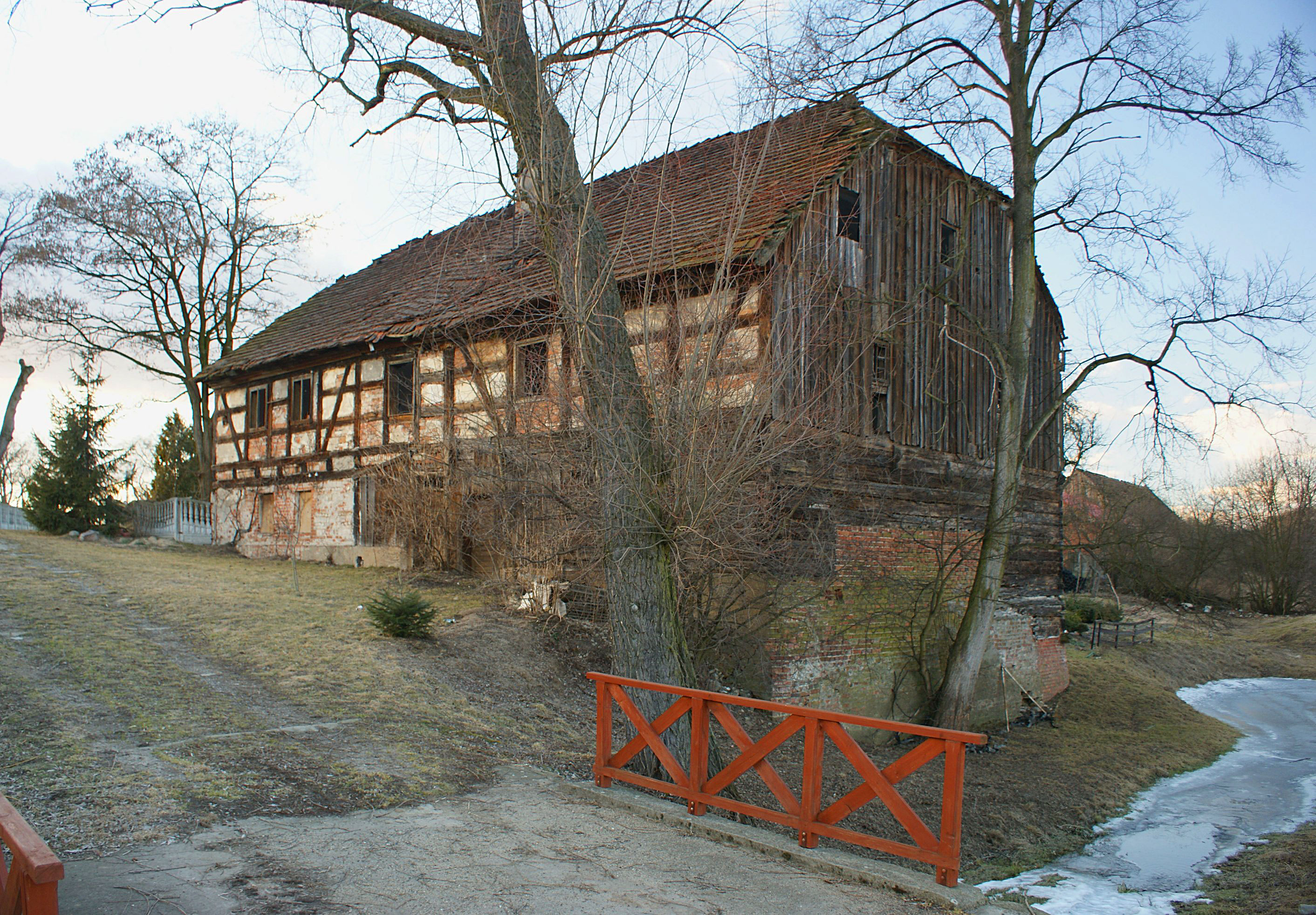
Młyn wodny konstrukcji szachulcowej z XIX wieku w Ołoboku
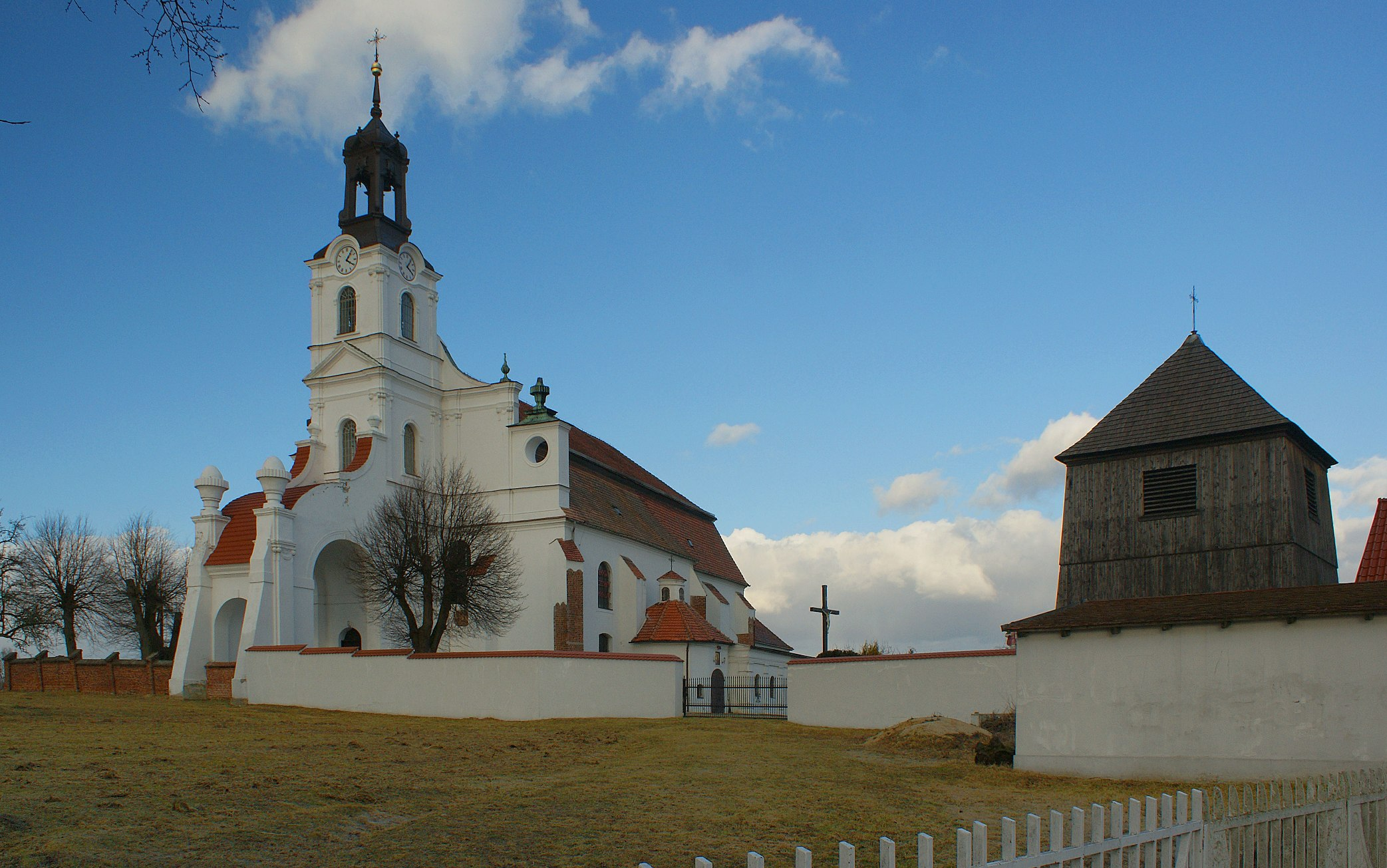
Zespół klasztorny cysterek
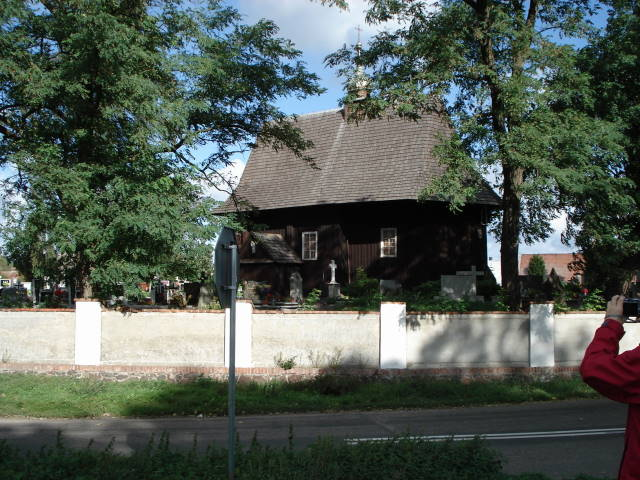
Kościół cmentarny (d. parafialny) w Ołoboku
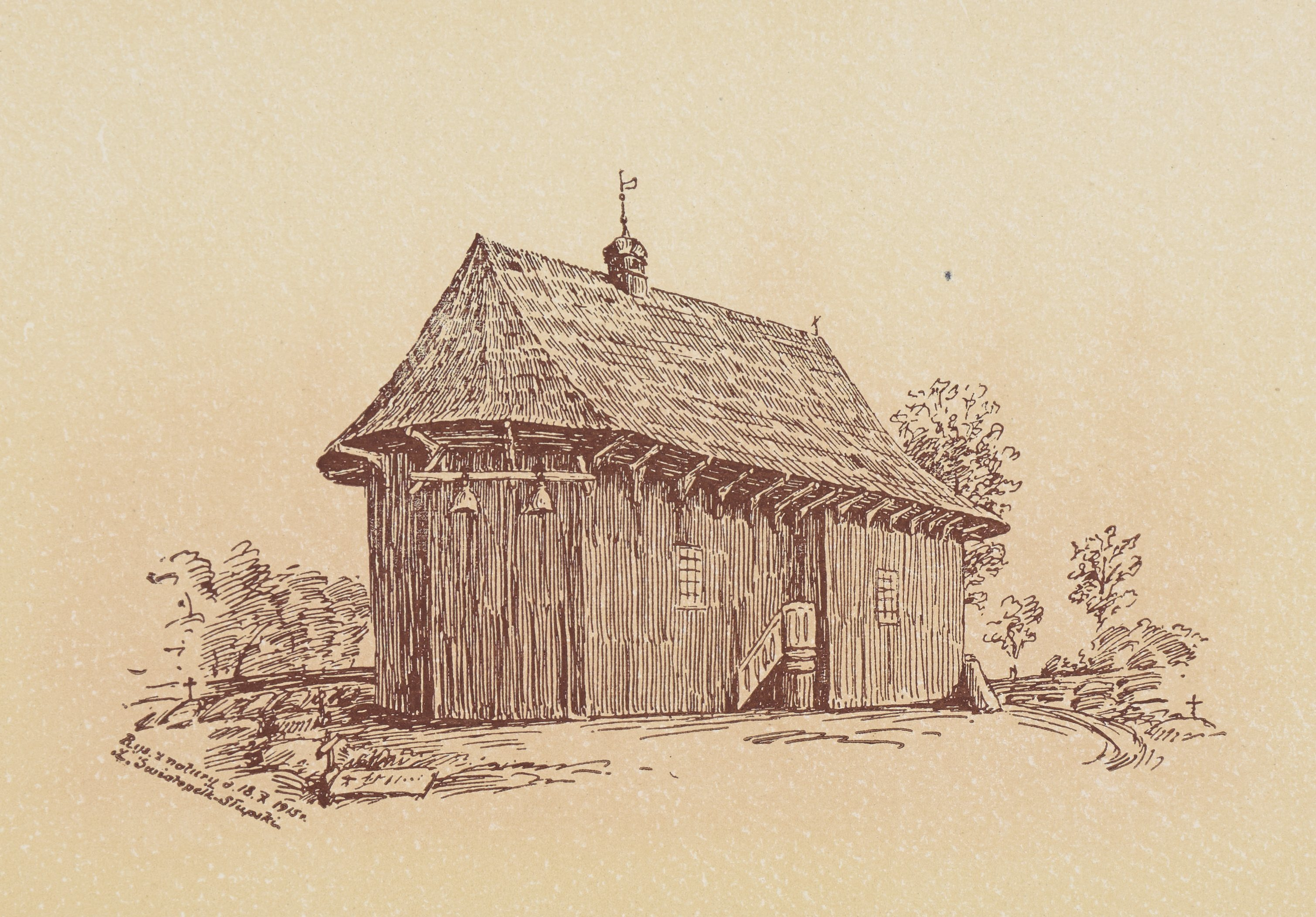
Widok kościoła przed 1917
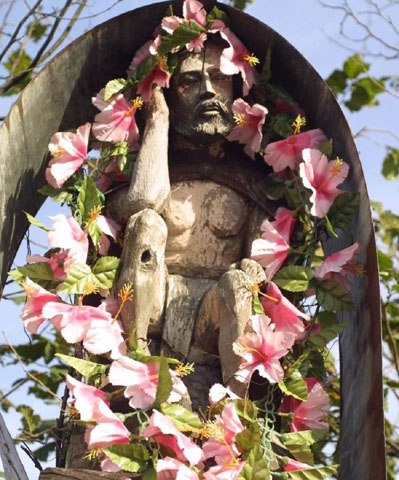
Chrystus Frasobliwy Pawła Brylińskiego (1840)